# Белая (Бокситогорский район)
Бе́лая — деревня в Ефимовском городском поселении Бокситогорского района Ленинградской области.

## История
Деревня Белая упоминается на карте Новгородского наместничества 1792 года А. М. Вильбрехта.

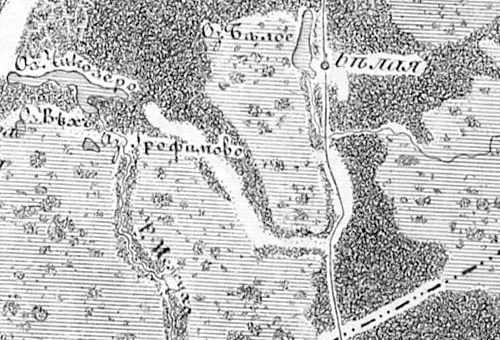
Деревня Белая на семитопографической карте Новгородской губернии 1847 года

БЕЛОЕ — деревня с усадьбой, Беловского общества, прихода Пелушского погоста. 

Крестьянских дворов — 9. Строений — 13, в том числе жилых — 9. Жители занимаются рубкой, возкой и сплавом леса. 

Число жителей по семейным спискам 1879 г.: 27 м. п., 31 ж. п.; по приходским сведениям 1879 г.: 35 м. п., 26 ж. п.

В усадьбе: Строений — 7, в том числе жилых — 3. Число жителей по приходским сведениям 1879 г.: 1 м. п., 1 ж. п.

В конце XIX — начале XX века деревня административно относилась к Борисовщинской волости 5-го земского участка 3-го стана Тихвинского уезда Новгородской губернии.

БЕЛОЕ — деревня Беловского сельского общества при озере Белое, число дворов — 14, число домов — 14, число жителей: 28 м. п., 35 ж. п.; Часовня. 

БЕЛОЕ — усадьба Гр. Ив. Сиренко при озере Белое, число дворов — 1, число домов — 1, число жителей: 1 м. п., 0 ж. п.; Смежна с деревней Белое. (1910 год)

С 1917 по 1918 год деревня входила в состав Борисовщинской волости Тихвинского уезда Новгородской губернии. 
С 1918 года в составе Череповецкой губернии.
С 1927 года в составе Беловского сельсовета Ефимовского района.
С 1928 года в составе Пожарищенского сельсовета.
Согласно карте Ленинградской области Северо-западного аэрогеодезического треста ГГУ издания 1932 года деревня насчитывала 9 крестьянских дворов, в деревне находилась часовня.
По данным 1933 года деревня называлась Белое и входила в состав Пожарищенского вепсского национального сельсовета Ефимовского района.
С 1965 года в составе Бокситогорского района.
По данным 1966 и 1973 годов деревня Белая также входила в состав Пожарищенского сельсовета Бокситогорского района. В 4 километрах от деревни находился Боровский лесопункт узкоколейной железной дороги.
По данным 1990 года деревня Белая входила в состав Сидоровского сельсовета.
В 1997 году в деревне Белая Сидоровской волости проживали 35 человек, в 2002 году — 24 человека (русские — 83 %).
В 2007 году в деревне Белая Радогощинского СП проживали 19 человек, в 2010 году — 17, в 2015 году — 12 человек.
В мае 2019 года Радогощинское сельское поселение вошло в состав Ефимовского городского поселения.

## География
Деревня расположена в северо-восточной части района на автодороге Сидорово — Ольеши.
Расстояние до деревни Радогощь — 38 км.
Деревня находится на восточном берегу озера Белое. Через деревню протекает река Нюша.

## Демография
| 1997 | 2002 | 2007 | 2010 | 2017 |
| ---- | ---- | ---- | ---- | ---- |
| 35   | ↘24  | ↘19  | ↘17  | ↘12  |

### Национальный состав
Согласно данным Всероссийской переписи населения 2021 года в деревне проживали 15 человек, из них:
 русские — 13, вепсы — 2 человека.

## Инфраструктура
На 1 января 2017 года в деревне было зарегистрировано 7 домохозяйств.